# Åkraberg och Lilla Sunnvära
Åkraberg och Lilla Sunnvära är en av SCB avgränsad och namnsatt småort i Varbergs kommun. Småorten omfattar bebyggelse sydost om Väröbacka i Värö socken.

## Befolkningsutveckling
| Befolkningsutvecklingen i Åkraberg och Lilla Sunvära 1990–2015 | Befolkningsutvecklingen i Åkraberg och Lilla Sunvära 1990–2015 | Befolkningsutvecklingen i Åkraberg och Lilla Sunvära 1990–2015 | Befolkningsutvecklingen i Åkraberg och Lilla Sunvära 1990–2015 | Befolkningsutvecklingen i Åkraberg och Lilla Sunvära 1990–2015 |
| -------------------------------------------------------------- | -------------------------------------------------------------- | -------------------------------------------------------------- | -------------------------------------------------------------- | -------------------------------------------------------------- |
|                                                                |                                                                |                                                                |                                                                |                                                                |
| År                                                             |                                                                |                                                                | Folkmängd                                                      | Areal (ha)                                                     |
| 1990                                                           | 1990                                                           |                                                                | 70                                                             |                                                                |
| 1995                                                           | 1995                                                           |                                                                | 77                                                             |                                                                |
| 2000                                                           | 2000                                                           |                                                                | 75                                                             |                                                                |
| 2005                                                           | 2005                                                           |                                                                | 72                                                             |                                                                |
| 2010                                                           | 2010                                                           |                                                                | 90                                                             | 25                                                             |
| 2015                                                           | 2015                                                           |                                                                | 113                                                            | 54                                                             |
|                                                                |                                                                |                                                                |                                                                |                                                                |